# Eleições gerais no Brasil em 1978
As eleições gerais no Brasil em 1978 ocorreram em 15 de novembro (quarta-feira) e definiram a composição do Congresso Nacional para a 46ª legislatura (1979-1983). Estavam em disputa 23 vagas no Senado Federal e 420 na Câmara dos Deputados, além de 22 assentos na Câmara Alta do país preenchidos por via indireta segundo o Pacote de Abril baixado pelo Governo Federal em 1977. Os aliados da situação defendiam a ARENA e seus adversários o MDB. Coube aos eleitos aprovarem a Lei da Anistia em 1979 e a reforma política que restaurou o pluripartidarismo em 1980 e originou seis novos partidos políticos.

## Contexto histórico
Assim como em 1974, o pleito de 1978 foi realizado pelo governo Ernesto Geisel sob a égide de uma abertura "lenta, gradual e segura" e em nome desse objetivo o chefe da nação urdiu um conjunto de regras para assegurar a maioria no pleito de 15 de novembro reunidas no Pacote de Abril baixado em 1977. Em suma, o pacote manteve as eleições indiretas para governador de estado e para assegurar maioria à ARENA no Congresso Nacional criou o senador biônico e ampliou a bancada dos estados menos populosos na Câmara dos Deputados.
Os governadores e senadores biônicos foram anunciados entre maio e junho de 1978 e homologados em 1º de setembro por colégios eleitorais nos estados cabendo ao eleitor escolher um terço dos senadores, os deputados federais e os deputados estaduais. Protegidos por uma miríade de casuísmos, o governo vence em todo o país, menos no Rio de Janeiro onde o governador Chagas Freitas e o senador Amaral Peixoto foram eleitos pelo MDB. A situação conquistou a maior bancada na Câmara dos Deputados e na maioria das Assembleias Legislativas devido a vinculação de votos para os cargos proporcionais, o que inexistia quando se tratava dos candidatos a senador.
Em 1978 foram escolhidos vinte e dois senadores biônicos e vinte e três pelo voto direto e o governo conquistou 80% das vagas (trinta e seis a nove), porém a vitória arenista ocorreu a despeito de a oposição ter conseguido quase cinco milhões de votos a mais, vindos do Centro-Sul do país ao passo que o governo venceu no Norte e Nordeste, onde concentrava-se o maior número de estados. Note-se, por fim, que a adoção da sublegenda impediu o triunfo dos candidatos mais votados em alguns casos.
Nas eleições para o Senado Federal, Mato Grosso foi a única unidade federativa a escolher dois senadores pelo voto direto em virtude da "transferência parlamentar" de Mendes Canale que, eleito pelo estado-mãe em 1974, passou a representar Mato Grosso do Sul após sua criação. Para ocupar a vaga em aberto foi eleito Vicente Vuolo cujo mandato seria renovado em quatro anos.
Encerradas as apurações a composição do Senado Federal apontava 42 vagas para a ARENA e 25 para o MDB, números que incluíam os senadores eleitos há quatro anos. Como demonstrado, mesmo o ardil governista não impediu que sua bancada ficasse abaixo de dois terços, entretanto a mão pesada de Geisel anteviu tal refluxo ao reduzir para maioria simples o quórum para a aprovação de emendas constitucionais.
As informações quanto à filiação dos eleitos remetem ao partido ao qual o ungido estava filiado no momento da eleição, ignorando o retorno ao pluripartidarismo no governo João Figueiredo em 1980.

## Governadores escolhidos em 1978
| Estado              | Governador                                    | Partido | Vice-governador      | Detalhes |
| ------------------- | --------------------------------------------- | ------- | -------------------- | -------- |
| Acre                | Joaquim Macedo                                | ARENA   | José Fernandes Rego  | AC 1978  |
| Alagoas             | Guilherme Palmeira                            | ARENA   | Teobaldo Barbosa     | AL 1978  |
| Amazonas            | José Lindoso                                  | ARENA   | Paulo Nery           | AM 1978  |
| Bahia               | Antônio Carlos Magalhães                      | ARENA   | Luís Viana Neto      | BA 1978  |
| Ceará               | Virgílio Távora                               | ARENA   | Manoel de Castro     | CE 1978  |
| Espírito Santo      | Eurico Resende                                | ARENA   | José Carlos Fonseca  | ES 1978  |
| Goiás               | Ary Valadão                                   | ARENA   | Rui Cavalcanti       | GO 1978  |
| Maranhão            | João Castelo                                  | ARENA   | Artur Carvalho       | MA 1978  |
| Mato Grosso         | Frederico Campos                              | ARENA   | José Vilanova Torres | MT 1978  |
| Mato Grosso do Sul  | Harry Amorim Marcelo Miranda Pedro Pedrossian | ARENA   | Londres Machado      | MS 1978  |
| Minas Gerais        | Francelino Pereira                            | ARENA   | João Marques         | MG 1978  |
| Pará                | Alacid Nunes                                  | ARENA   | Gerson Peres         | PA 1978  |
| Paraíba             | Tarcísio Burity                               | ARENA   | Clóvis Cavalcanti    | PB 1978  |
| Paraná              | Ney Braga                                     | ARENA   | Hosken de Novaes     | PR 1978  |
| Pernambuco          | Marco Maciel                                  | ARENA   | Roberto Magalhães    | PE 1978  |
| Piauí               | Lucídio Portela                               | ARENA   | Waldemar Macedo      | PI 1978  |
| Rio de Janeiro      | Chagas Freitas                                | MDB     | Hamilton Xavier      | RJ 1978  |
| Rio Grande do Norte | Lavoisier Maia                                | ARENA   | Geraldo Melo         | RN 1978  |
| Rio Grande do Sul   | Amaral de Sousa                               | ARENA   | Otávio Germano       | RS 1978  |
| Santa Catarina      | Jorge Bornhausen                              | ARENA   | Henrique Córdova     | SC 1978  |
| São Paulo           | Paulo Maluf                                   | ARENA   | José Maria Marin     | SP 1978  |
| Sergipe             | Augusto Franco                                | ARENA   | Djenal Queiroz       | SE 1978  |

## Senadores eleitos em 1978
Os senadores e respectivos suplentes assinalados em negrito foram eleitos indiretamente.
| Estado              | Senadores                                    | Partido   | Suplentes                                                                                                |
| ------------------- | -------------------------------------------- | --------- | --- |
| Acre                | Jorge Kalume José Guiomard                   | ARENA     | Wanderley Dantas e Iris Célia Zannin Altevir Leal e Jorge Lavocat                                        |
| Alagoas             | Arnon de Melo Luís Cavalcanti                | ARENA     | Carlos Lyra e João Lúcio da Silva Rubens Vilar de Carvalho e Jose Sampaio                                |
| Amazonas            | João Bosco de Lima Raimundo Parente          | ARENA     | Eunice Michiles e Djalma Passos João Mendonça Furtado e Jair Cavalcante                                  |
| Bahia               | Jutahy Magalhães Lomanto Júnior              | ARENA     | João da Costa Neto e Jairo Maia Roisle Alaor Metseker Coutinho e João Eurico Malta                       |
| Ceará               | César Cals José Lins                         | ARENA     | Almir Pinto e Francisco Armando Aguiar Hermano Jose Monteiro Teles e Jose Dias Macedo                    |
| Espírito Santo      | João Calmon Moacir Dalla                     | ARENA     | João Atayde e Fued Nemer Carlos Lindemberg e Setembrino Pelissari                                        |
| Goiás               | Benedito Ferreira Henrique Santillo          | ARENA MDB | José Caixeta e Antônio Pereira da Silva Juarez Bernardes e Hélio Roriz                                   |
| Maranhão            | Alexandre Costa José Sarney                  | ARENA     | Miguel Nunes e Constantino Castro Américo de Souza e Bello Parga                                         |
| Mato Grosso         | Benedito Canelas Gastão Müller Vicente Vuolo | ARENA     | José Garcia Neto e Gabriel Müller Valdon Varjão e Marzavão de Siqueira Bento Porto e Joaquim Nunes Rocha |
| Mato Grosso do Sul  | Pedro Pedrossian Saldanha Derzi              | ARENA     | José Fragelli e Edil Ferraz Italívio Coelho e Waldir Santos Pereira                                      |
| Minas Gerais        | Murilo Badaró Tancredo Neves                 | ARENA MDB | Morvan Acaiba e Walter Passos Alfredo Campos e Aquiles Diniz                                             |
| Pará                | Aloysio Chaves Gabriel Hermes                | ARENA     | Sílvio Meira e Claudio de Mendonça Dias Otávio Avertano e Raimundo Cunha                                 |
| Paraíba             | Humberto Lucena Milton Cabral                | MDB ARENA | João Bosco Barreto e Ary Ribeiro Maurício Leite e                                                        |
| Paraná              | Afonso Camargo José Richa                    | ARENA MDB | Roberto Wypych e Amélia Kruschka Enéas Faria e Aírton Reis                                               |
| Pernambuco          | Aderbal Jurema Nilo Coelho                   | ARENA     | Rubens Costa e Urbano Carvalho Cid Sampaio e Marcos Vilaça                                               |
| Piauí               | Dirceu Arcoverde Helvídio Nunes              | ARENA     | Alberto Silva e Jesus Tajra Nazareno Araujo e Antonio Francisco do Vale Mendes                           |
| Rio de Janeiro      | Amaral Peixoto Nelson Carneiro               | MDB       | Alberto Lavinas e Fernando Abelheira Ário Teodoro e Flávio Pareto                                        |
| Rio Grande do Norte | Dinarte Mariz Jessé Freire                   | ARENA     | Moacir Duarte e Luis Maria Alves Martins Filho e Álvaro Mota                                             |
| Rio Grande do Sul   | Pedro Simon Tarso Dutra                      | MDB ARENA | Alcides Saldanha e Ivo Sprandey Otávio Cardoso e Mário Mondino                                           |
| Santa Catarina      | Jaison Barreto Lenoir Vargas                 | MDB ARENA | Dejandir Dalpasquale e Maria Syrley Donato Diomício Freitas e Arnor Damiani                              |
| São Paulo           | Amaral Furlan Franco Montoro                 | ARENA MDB | Ferreira Filho e Dulce Braga Fernando Henrique Cardoso e Magalhães Teixeira                              |
| Sergipe             | Lourival Batista Passos Porto                | ARENA     | Albano Franco e Antônio Souza Ramos Heráclito Rollemberg e Paulo Amaral Leite                            |

## Deputados federais eleitos
Das 410 cadeiras em disputa, 231 ficaram com a ARENA e 189 com o MDB. Após a reforma partidária no governo João Figueiredo em novembro de 1979 e vigente a partir de 1980, a situação manteve uma bancada que se ajustava ao figurino da maioria simples traçado em 1977.
A safra de 1978 logrou ao país onze governadores de estado escolhidos pelo voto direto nas eleições de 1982 sendo oito do PDS e três do PMDB.</ref> além de cinco senadores.
| Unidade federativa  | ARENA     | ARENA   | MDB       | MDB     |
| Unidade federativa  | Assentos  | +/-     | Assentos  | +/-     |
| ------------------- | --------- | ------- | --------- | ------- |
| Acre                | 3 / 6     | 2       | 3 / 6     | 1       |
| Alagoas             | 5 / 7     | 1       | 2 / 7     | Estável |
| TF Amapá            | 1 / 2     | 1       | 1 / 2     | Estável |
| Amazonas            | 4 / 6     | 2       | 2 / 6     | 1       |
| Bahia               | 24 / 32   | 3       | 8 / 32    | 3       |
| Ceará               | 15 / 20   | 2       | 5 / 20    | 2       |
| Espírito Santo      | 5 / 8     | Estável | 3 / 8     | Estável |
| Goiás               | 8 / 14    | Estável | 6 / 14    | 1       |
| Maranhão            | 10 / 12   | 2       | 2 / 12    | 1       |
| Mato Grosso         | 6 / 8     | Estável | 2 / 8     | Estável |
| Mato Grosso do Sul  | 4 / 6     | 4       | 2 / 6     | 2       |
| Minas Gerais        | 28 / 47   | 5       | 19 / 47   | 5       |
| Pará                | 6 / 10    | 1       | 4 / 10    | 1       |
| Paraíba             | 7 / 11    | Estável | 4 / 11    | Estável |
| Paraná              | 19 / 34   | 4       | 15 / 34   | Estável |
| Pernambuco          | 14 / 22   | 1       | 8 / 22    | 3       |
| Piauí               | 8 / 8     | 1       | 0 / 8     | 1       |
| Rio de Janeiro      | 11 / 46   | 4       | 35 / 46   | 4       |
| Rio Grande do Norte | 5 / 8     | Estável | 3 / 8     | Estável |
| Rio Grande do Sul   | 14 / 32   | 1       | 18 / 32   | 1       |
| TF Rondônia         | 1 / 2     | 1       | 1 / 2     | Estável |
| TF Roraima          | 2 / 2     | 1       | 0 / 2     | Estável |
| Santa Catarina      | 9 / 16    | Estável | 7 / 16    | Estável |
| São Paulo           | 18 / 55   | 1       | 37 / 55   | 8       |
| Sergipe             | 4 / 6     | Estável | 2 / 6     | 1       |
| Total               | 231 (55%) | 27      | 189 (45%) | 29      |

### Reformulação partidária
| Partidos | Em 1980 | Em 1981 |
| PDS      | 225     | 212     |
| PMDB     | 84      | 122     |
| PP       | 69      | 67      |
| PDT      | 0       | 10      |
| PT       | 05      | 05      |
| PTB      | 23      | 04      |
| Total    | 406     | 420     |

## Deputados estaduais eleitos
Apresentamos a composição das Assembleias Legislativas nos 22 estados brasileiros. O número de deputados estaduais correspondia ao triplo de deputados federais e, atingido o número de 36 vagas, seriam acrescidas tantas quantas fossem as cadeiras acima de doze.
| UF                  | ARENA  | MDB    | Total |
| ------------------- | ------ | ------ | ----- |
| Acre                | 09     | 09     | 18    |
| Alagoas             | 14     | 07     | 21    |
| Amazonas            | 11     | 07     | 18    |
| Bahia               | 43     | 13     | 56    |
| Ceará               | 33     | 11     | 44    |
| Espírito Santo      | 14     | 10     | 24    |
| Goiás               | 21     | 17     | 38    |
| Maranhão            | 31     | 05     | 36    |
| Mato Grosso         | 18     | 06     | 24    |
| Mato Grosso do Sul  | 11     | 07     | 18    |
| Minas Gerais        | 42     | 29     | 71    |
| Pará                | 19     | 11     | 30    |
| Paraíba             | 22     | 11     | 33    |
| Paraná              | 34     | 24     | 58    |
| Pernambuco          | 30     | 16     | 46    |
| Piauí               | 21     | 03     | 24    |
| Rio de Janeiro      | 18     | 52     | 70    |
| Rio Grande do Norte | 15     | 09     | 24    |
| Rio Grande do Sul   | 25     | 31     | 56    |
| Santa Catarina      | 23     | 17     | 40    |
| São Paulo           | 23     | 56     | 79    |
| Sergipe             | 12     | 06     | 18    |
| Total               | 489    | 357    | 846   |
| Percentual          | 57,80% | 42,20% | 100%  |